# Bañeros 5: Lentos y cargosos
Bañeros 5: Lentos y cargosos es una película argentina cómica de 2018 y la quinta entrega de la franquicia Bañeros. La película fue dirigida por Rodolfo Ledo y escrita por Salvador Valverde Calvo y Salvador Valverde Freire. Se estrenó el 12 de julio de 2018.
Es la primera película de la franquicia en no contar con la participación del actor Emilio Disi, que iba a tener un cameo pero no fue posible debido inicialmente a complicaciones en su salud y posteriormente por su fallecimiento.

## Sinopsis
Los Bañeros se enredan en una serie de miniaventuras y misterios mientras ayudan a su amigo y antiguo miembro del grupo, Gino, a resolver un problema.

## Reparto
Según créditos de apertura:
Protagonistas
- Pablo Granados como Pablo.
- Pachu Peña como Pachu.
- Gino Renni como Gino Foderone.
- Pichu Straneo como Pichu.
- Nazareno Móttola como Nazareno.

Co protagonistas
- Sol Pérez como Jessica.
- Mica Viciconte como Ana.
- Charlotte Caniggia como Agustina.
- Alex Caniggia como Alex.
- Álvaro Navia como Filomeno.
- Luisa Albinoni

Participación especial
- Joaquín Berthold como Maxi Campisi.

Participaciones
- Jorge Montejo
- Miguel Granados
- Matías Alé como el Jefe.
- Gustavo Conti como Bongo / Tiburón Azul (voces).
- Rocío Robles

## Estreno

### Cines
Se estrenó en Argentina el día 12 de julio de 2018 en 198 salas, con distribución de Walt Disney Studios Motion Pictures bajo la marca Buena Vista International. Originalmente había sido clasificada por la Comisión Asesora de Exhibiciones Cinematográficas como "Solo apta para mayores de 13 años", pero se recalificó a "Apta para todo público con leyenda" a un día de su estreno. En Uruguay se estrenó el 13 de septiembre de ese mismo año en 31 pantallas.

### Formato hogareño
La película fue lanzada en DVD el 23 de octubre de 2018 por Transeuropa con ausencia total de subtítulos y extras.

## Recepción

### Taquilla
Quedó octava en su primer fin de semana, vendiendo 44.995 entradas. Un notorio retroceso en ventas comparado con Bañeros 4: Los Rompeolas que consiguió la mitad de ese número en su primer día y más aún respecto a Bañeros 3: todopoderosos, que consiguió esos números en solo su primer día. Bajó al puesto 9 en su segundo fin de semana vendiendo 26.890 admisiones, un descenso del 41,71% respecto al fin de semana anterior. En su tercer fin de semana cayó al puesto 11 con 12.605 entradas vendidas, un descenso del 54,38% respecto al fin de semana anterior. En Uruguay se estrenó el 13 de septiembre, dónde también quedó octava en su primer fin de semana, con 1.119 boletos vendidos.
Finalizó su recorrido comercial con un total de 148.655 entradas vendidas en Argentina, un descenso del 83,76% respecto a la entrega anterior; y con 2.476 tickets en Uruguay, un descenso del 77,2% respecto a la anterior película. Pese a todo, fue la novena película nacional que más boletos vendió en 2018, superando a películas criticamente aclamadas como Recreo, La reina del miedo y Joel.

### Crítica
La película fue unánimente destrozada por la crítica argentina. "Todas Las Críticas", un sitio recopilador de críticas argentinas que usa una medida de 1 hasta 100, le dio una puntuación de 13 sobre 100, según 13 críticas, ninguna de ellas positivas. Gaspar Zimerman dijo para Clarín que “ni siquiera califica para consumo irónico [...] además de tener mediáticos de reality shows como Sol Pérez y las exhibiciones de su celebérrimo trasero”.
Varios críticos consideraron que la pobre recepción comercial de esta cinta fue una señal de que no solo la franquicia de Bañeros se encontraba en decadencia debido a su humor sexista, torpe y sin sentido, sino que además todo —o una gran parte— del género de comedia argentina había dejado de conectar con el público por esa época, a fines de los años 2010.
Mica Viciconte, Charlotte Caniggia y Alexander Caniggia fueron muy criticados por sus deficientes actuaciones, y Pichu Straneo fue particularmente muy criticado por su interpretación de un personaje autista, el cual consiste en una caricatura burlona, discriminadora y falsamente estereotipada de una persona neurodivergente.